# Amway Classic 1996
Amway Classic 1996 — жіночий тенісний турнір, що проходив на відкритих кортах з твердим покриттям ASB Tennis Centre в Окленді (Нова Зеландія). Належав до турнірів 4-ї категорії в рамках Туру WTA 1996. Тривав з 1 до 6 січня 1996 року. Кваліфаєр Сандра Качіч здобула титул в одиночному розряді.

## Фінальна частина

### Одиночний розряд
Сандра Качіч —  Барбара Паулюс 6–3, 1–6, 6–4
- Для Качіч це був єдиний титул в одиночному розряді за кар'єру.

### Парний розряд
Елс Калленс /  Жюлі Алар-Декюжі —  Джилл Гетерінгтон /  Крістін Редфорд 6–1, 6–0
- Для Калленс це був єдиний титул за сезон і 1-й — за кар'єру. Для Алар-Декюжі це був 1-й титул за рік і 7-й — за кар'єру.